# علاج بالخلايا الجذعية
العلاج باستخدام الخلايا الجذعية هو زراعة خلايا بشرية أو حيوانية لتعويض الخلايا أو الأنسجة التالفة في محاولة لعلاج الأمراض. هناك نوعان من الخلايا الجذعية : الخلايا الجذعية الجسدية والخلايا الجذعية الجنينية. بخصوص استعمال الخلايا الجذعية الجسدية، تعنبر زراعة النخاع العظمي هو العلاج بالخلايا الجذعية الأكثر استخداما لكن بعض العلاجات المشتقة من دماء الحبل السري تستخدم أيضا. لكن البحث لا يزال في طريقه لتطوير مصادر مختلفة للخلايا الجذعية ولاستخدام هذه الخلايا في معالجة أمراض الأعصاب التنكسية، السكري، أمراض القلب وحالات أخرى. هذه التقفية تفتح أفاقا جديدة لكنها تتقدم ببطئ كبير بل هناك من يعتبر أن الأمال المعلقة على هاته التقنية أمال واهية. كما أن هناك مخاوف بشأن أخلاقيات اشتقاق الخلايا الجذعية الجنينية التي تهدد بانتهلك حق الجنين في الحياة. كما أثارت الجهود التي تسوّق العلاج المرتكز على زراعة دماء الحبل السري المخزنة الجدل والخلاف.

## الاستخدامات الطبية
على مدى ثلاثين سنة، تم استخدام النخاع العظمي لعلاج مرضى السرطان المصابين بأمراض مثل ابيضاض الدم والورم اللمفي؛ هذا هو الشكل الوحيد من أشكال العلاج بالخلايا الجذعية الذي يمارس على نطاق واسع. أثناء المعالجة الكيميائية، تموت معظم الخلايا المتنامية جراء العلاج الكيميائي. يحاول الباحثون تفادي هذه الأثار من خلال زرع الخلايا الجذعية من النخاع العظمي للمتبرع. الخلايا المزروعة تولد ايضًا استجابة مناعية تساعد على قتل الخلايا السرطانية؛ لكن هذه العملية قد تخرج عن السيطرة وتؤدي إلى داء الطعم حيال الثوي والذي يعد أخطر الآثار الجانبية لهذا العلاج.
هنالك نوع آخر من العلاج باستخدام الخلايا الجذعية ويسمى بروشيمال، تمت الموافقة عليه بشروط في كندا عام 2012 للسيطرة على داء الطعم حيال الثوي الحاد في الأطفال الذين لم يستجيبوا للمنشطات. إنه علاج جذعي خيفي يعتمد على علاج اللحمة المتوسطة الجذعية (MSCs) المشتقة من النخاع العظمي لدى المتبرع البالغ. كذلك وافقت إدارة الأغذية والعقاقير على خمسة منتجات الخلايا الجذعية المستمدة من دماء الحبل السري، لعلاج أمراض الدم والمناعة. وفي 2014، أوصت وكالة الأدوية الأوروبية الموافقة على holoclar، علاج يشمل الخلايا الجذعية، لاستخدامها في الاتحاد الأوروبي. يستخدم holoclar للأشخاص الذين يعانون من نقص الخلايا الجذعية الحوفي الشديد بسبب حروق في العين. وفي مارس 2016 علاج Strimvelis شركة جلاكسو سميث كلاين (GSK 2696273) لعلاج -SCID ADA وأوصى للحصول على موافقة الاتحاد الأوروبي.

## شروط نجاح العلاج المستقبلي
يمكن تنمية الخلايا الجذعية الجنينية البشرية في مزرعة خلوية وتحفيزها لتكوين خلايا منتجة للإنسولين، التي من الممكن زرعها في جسم المريض. مع ذلك، فإن النجاح السريري يعتمد بشكل كبير على تطوير العمليات التالية: والتي لا زالت في طور البحث
- الخلايا المزروعة يجب أن تتكاثر
- الخلايا المزروعة يجب أن تفرق بطريقة خاصة بالموقع
- الخلايا المزروعة يجب أن تبقى على قيد الحياة في جسم المتلقي (تفادي رفض الزراعة)
- الخلايا المزروعة يجب أن تتداخل مع الأنسجة المستهدفة
- الخلايا المزروعة يجب أن تقوم بإعادة وظيفة الخلايا المستقبلة عن طريق التداخل مع البيئة المضيفة

## البحث

### الجهاز العصبي

الأمراض والحالات التي يكون فيها العلاج بالخلايا الجذعية واعد أو قيد الإنشاء.

أجريت الأبحاث لمعرفة ما إذا يمكن استخدام الخلايا الجذعية لمعالجة تنكس الدماغ، كما هو الحال في مرض باركنسون، التصلب الجانبي الضموري والزهايمر. وكانت هناك دراسات أولية تتعلق بالتصلب المتعدد.
إن أدمغة البالغين الأصحاء تحتوي على خلايا جذعية عصبية تقسم إما للحفاظ على أعداد الخلايا الجذعية عامة، أو لتصبح خلايا السلف. في الحيوانات البالغة، تهاجر خلايا السلف داخل الدماغ وتعمل في المقام الأول للحفاظ على الخلايا العصبية للشم. تم الإبلاغ أن التفعيل الدوائي للخلايا الجذعية العصبية داخلية المنشأ يحث على الحماية العصبية والشفاء السلوكي في نماذج الفئران البالغة التي تعاني من اضطراب عصبي. أما بالنسبة للسكتة الدماغية وإصابات الدماغ الرضحية الدي يؤدي إلى يتميز بفقدان الخلايا العصبية و oligodendrocytes داخل الدماغ. كانت تجربة سريرية صغيرة تجري في اسكتلندا في عام 2013، حيث تم حقن الخلايا الجذعية في أدمغة مرضى السكتة الدماغية. كما أجريت دراسات سريرية وحيوانية لاستخدام الخلايا الجذعية في حالات إصابات الحبل الشوكي. يعد النزف العفوي داخل المخ (ICH) أحد أكثر الأمراض الدماغية الوعائية تدميرا في العالم، مما يؤدي إلى ارتفاع معدلات المراضة والوفيات. ومع ذلك، لا يوجد حتى الآن علاج فعال. أظهر العلاج بالخلايا الجذعية تأثيرا جيدا في الحماية العصبية وترميم الأعصاب في مجال التراث الثقافي غير المادي وهو علاج واعد

### القلب
تم مؤخرا الكشف عن الكثير من التناقضات في الأعمال الأولية التي سجلت ل Bodo-Eckehard Strauer. فمن خلال تجارب سريرية عديدة في بعض المختبرات تم إثبات العلاج بالخلايا الجذعية البالغة كوسيلة فعالة، ناجحة وآمنة في حالات الاحتشاءات القديمة والحديثة والفشل القلبي الغير ناتجة عن احتشاء العضلة القلبية. بينما أثبتت الدراسات الأولية على الحيوانات نتائج علاجية رائعة، كانت التجارب السريرية ذات نتائج مقبولة إحصائيا. ومن الأسباب المحتملة لهذا الاختلاف والفرق في النتائج أعمار المرضى، توقيت العلاج، وجود احتشاء بالعضلة القلبية مؤخرا. ومن الممكن التغلب على هذه العوائق من خلال علاج إضافي يزيد فاعلية العلاج بالخلايا الجذعية أو يجعل الطريقة أكثر فاعلية.
أما عن الدراسات الحديثة فهي تختلف كثيرا بتقنيات المعالجة وأنواع الخلايا وتوقيت وطريقة العلاج والخصائص التي تمت دراستها مما يجعلها صعبة المقارنة وهنا تظهر الحاجة لأبحاث المقارنة.
ومن الخلايا الجذعية المستخدمة في علاج احتشاء عضلة القلب الخلايا الجذعية المشتقة من نخاع العظم الذاتي ومن الممكن استخدام خلايا جذعية ناضجة مشتقة من النسيج الشحمي (الدهني). وقد كان استخدام الخلايا الجذعية الناضجة في علاج أمراض القلب متوافر تجاريا في خمس قارات على الأقل في عام 2007 [citation needed]
حدثت أول عملية دمج ناجحة من الخلايا القلبية المشتقة من خلايا جنينية بشرية في خنازير غينية في أغسطس عام 2012، وقد تم تسجيل قوة انقباض القلب بعد أربعة أسابيع من تعريض الخنازير لجلطة قلبية وعلاجها وقد انقبضت الخلايا بقوة متزايدة ولكن لم يعرف ما إذا كانت النتائج الإيجابية قد حصلت بفعل التأثير الكهربائي الحركي الناتج من الخلايا البشرية. وستركز الأبحاث المستقبلية على زراعة الخلايا حول الأنسجة المتضررة بشكل قوي ومعرفة أي المصدرين (الخلايا الجذعية الجنينية أو الناضجة) هو الأكثر فاعلية في العلاج.
وقد احتوت تقاريرعام 2013 - والتي تناولت التأثيرات القوية والمفيدة للخلايا الجذعية الذاتية المشتقة من نخاع العظم على وظيفة البطين في القلب - على الكثير من الاختلافات. وبشكل عام، فإن عدد المرضى الذين أعلن عن تجريب العلاج بالخلايا الجذعية عليهم أكثر من عدد الخلايا الجذعية المعالجة في المختبرات، وقد تم إجراء تحقيق عالمي في هذا الموضوع أغلق في عام 2012 بدون أي نتائج وقد أعيد فتحه عام 2013. وتعتبر فائدة استخدام المعالجة بالخلايا الجذعية للنسيج القلبي وتجديده بعد أي حالة فشل قلبي أو تضرر بالأنسجة من المجالات الطبية الواعدة. في البداية كانت التطورات في مجال المعالجة مرتبطة بشكل نسبي على قدرة خلايا نخاع العظم على التمايز إلى خلايا قلبية؛ بحيث كانت قدرة الخلايا غير المعدلة على التمايز إلى نسيج قلبي غير كافية، ولكنّ تطور تقنيات حديثة واعدة في مجال معالجة وتعديل الخلايا لتتمايز إلى خلايا قلبية مولدة قبل زراعتها سهّل هذه العملية.

### تكوين خلايا الدم
ما يميز الخلايا المناعية المرجعية البشرية أنها تسمح للجسم البشري في الدفاع عن نفسه من المستضدات سريعة التكيف. ومع ذلك فإن الجهاز المناعي هو عرضة للتفكك مع تكون المرض وبسبب الدور الحاسم الذي يلعبه في الدفاع العام، فإن تدهوره غالبًا ما يكون قاتل للكائن الحي ككل ويتم تشخيص أمراض الخلايا المكونة للدم وتصنيفها عبر التخصصات الفرعية لعلم الأمراض المعروفة باسم أمراض الدم خاصية الخلايا المناعية هي التي تسمح للجسم بالتعرف على المستضدات الغريبة مما يتسبب في مزيد من الصعوبة في علاج أمراض المناعة. يجب أن يتطابق النسيج المتبرع به مع أنسجة المتبرع له لنجاح عملية زراعة النسيج، ولكن الحصول على أنسجة متوافقة غير شائع، حتى بين الأقارب من الدرجة الأولى. إن البحوث باستخدام كل من الخلايا الجذعية المكونة للدم عند الكبار والخلايا الجذعية الجنينية فتحت المجال لدراسة آليات وطرق العلاج الممكنة لكثير من هذه الامراض.
يمكن توليد خلايا دم حمراء بشرية ناضجة تمامًا بواسطة خلايا جذعية مكونة للدم، والتي هي خلايا بدائية لتكوين الدم خارج الجسم البشري. في هذه العملية، تزرع الخلايا الجذعية المكونة للدم جنبًا إلى جنب مع الخلايا اللحمية، مما يخلق بيئة تحاكي ظروف نخاع العظام، وهو الموقع الطبيعي لنمو خلايا الدم الحمراء الإريثروبويتين، وهو عامل نمو، يضاف لجعل الخلايا الجذعية تستكمل التمايز النهائي لتكوين خلايا الدم الحمراء. تطوير البحث العلمي في هذه التقنية من الممكن أن يحقق فوائد محتملة في مجالات العلاج بالجينات ونقل الدم والعلاج بالأدوية الموضعية.

### الأسنان المفقودة
في عام 2004، اكتشف العلماء في كلية كنجز في لندن طريقة لزراعة (cultivate) سن كامل في الفئران وكانوا قادرين على تنمية الأسنان المهندسة بيولوجيًا القائمة بذاتها في المختبر. إن الباحثين واثقون من أن تكنولوجيا تجدد الأسنان يمكن أن تستخدم لزراعة الأسنان الحية في المرضى البشر. من الناحية النظرية، الخلايا الجذعية المأخوذة من المريض يمكن أن (coaxed) في المختبر إلى أن تتحول إلى برعم السن، والتي عند زراعتها في اللثة سوف تعطي أسنانًا جديدة، ويتوقع أن تكون نمت في وقت أكثر من ثلاثة اسابيع. وسوف تلتحم مع عظم الفك وتفرز مواد كيميائية تشجع الأعصاب والأوعية الدموية على الاتصال معها. وهذه العملية شبيهة لما يحدث عندما ينمو البشر أسنانهم الأصلية. لا يزال هنالك العديد من التحديات، مع ذلك، قبل أن تصبح الخلايا الجذعية خيارًا لاستبدال الأسنان المفقودة في المستقبل.
لا يزال البحث مستمرًا في مختلف المجالات، في التماسيح التي هي (polyphyodonts) تنمو الأسنان اللاحقة لتصل إلى 50 مرة (أسنان بديلة صغيرة) تحت كل سن عملي ناضج للاستبدال مرة في السنة.

### إعادة نمو خلايا شعر القوقعة
يعتمد السمع والتوازن على سلامة الأذن الداخلية، المكونة من جزأين: القوقعة المسؤولة عن السمع، والدهليز المسؤول عن التوازن, تتكون الظهارة الحسية العصبية لقوقعة الثدييات، أو عضو كورتي، من نوعين من الخلايا: الخلايا الحسية أو الخلايا الشعرية، الداخلية (ICC) والخارجية (ECC)، المسؤولة عن النقل السمعي، والخلايا الداعمة.
أفادت الباحثة هيلير نجاحها في إعادة إنماء الخلايا الشعرية للقوقعة, عن طريق تعريض الخلايا الجذعية الجنينية في المختبر لعوامل كيميائية توجه التطور الطبيعي للخلايا الشعرية, ثم زرعها في أجنة الدجاج واستمرت الخلايا في التطور تمامًا مثل خلايا الشعر الأصلية الموجودة بالفعل في جنين الدجاج.

### العمى وضعف الرؤية
منذ عام 2003، نجح الباحثون بزراعة خلايا القرنية الجذعية في العيون المتضررة لاستعادة النظر. «تحصد من الأجنة المجهضة صفائح من خلايا الشبكية المستخدمة من قبل الفريق، والتي يجدها بعض الناس مرفوضة.» عندما تزرع هذه الصفائح على القرنية المتضررة، تحفز الخلايا الجذعية تجديد الإصلاح، واستعادة الرؤية في نهاية المطاف.
وكانت أحدث هذه التنمية في يونيو 2005، عندما استطاع باحثون في مستشفى الملكة فيكتوريا في ساسكس إنجلترا استعادة نظر أربعين مريض باستخدام نفس التقنية. تمكنت المجموعة بقيادة شيراز دايا من استخدام الخلايا الجذعية التي تم الحصول عليها من المريض، قريب أو حتى جثة بنجاح. ما تزال التجارب جارية.
في أبريل 2005، زرع أطباء في المملكة المتحدة خلايا قرنية جذعية من متبرع بالأعضاء إلى قرنية ديبورا كايتلن، وهي امرأة أصيبت بالعمى في إحدى عينيها عندما ألقي حامض في عينها في ملهى ليلي. القرنية، التي هي الغطاء الشفاف للعين، تعد موقعًا مناسبا جدًا للزراعة. في الواقع، كانت أول عملية زراعة أعضاء ناجحة في الإنسان هي عملية زرع القرنية. إن غياب الأوعية الدموية داخل القرنية يجعل من هذه المنطقة هدفًا سهلًا نسبيًا للزراعة. إن أغلبية عمليات زراعة القرنية التي تجرى حاليًا هي من أجل مرض تحللي في القرنية يعرف بالقرنية المخروطية.
أفادت تقارير مستشفى جامعة نيو جيرسي أن نسبة النجاح لنمو خلايا جديدة من الخلايا الجذعية المزروعة يتراوح من 25 في المئة إلى 70 في المئة.
في عام 2014، أظهر الباحثون أن الخلايا الجذعية التي تم جمعها كخزعات من القرنيات البشرية المتبرع بها قد تمنع تكون الندوب دون إثارة الرفض في فئران ذوي القرنيات المتضررة.
في يناير 2012، نشرت مجلة لانسيت ورقة علمية لستيفن شوارتز، في معهد جولز ستاين لأمراض العين التابع لجامعة كاليفورنيا لوس أنجلوس، تذكر حالة امرأتين أصيبتا قانونيًا بالعمى نتيجة لمرض ضمور بقعة الشبكية، وأنهما شهدتا تحسنًا جذريًا في مستوى الرؤية بعد حقن الشبكية بخلايا جذعية جنينة بشرية.
في يونيو 2015، نشرت دراسات طب العيون بالخلايا الجذعية (اسكتلندا) الذي يعتبر أكبر دراسات الخلايا الجذعية البالغة في طب العيون (www.clinicaltrials.gov NCT # 01920867) النتائج الأولية على المريض مع مرض العصب البصري الذي تحسن من 20/2000 إلى 20 / 40 بعد العلاج بنخاع الخلايا الجذعية المشتقة من العظام.

### السكري
يفقد مرضى السكري وظيفة خلايا بيتا المنتجة للأنسولين في البنكرياس. في التجارب الحديثة، كان العلماء قادرون على تحويل الخلايا الجذعية الجنينية إلى خلايا بيتا في المختبر. من الناحية النظرية إذا تمت زراعة خلايا بيتا بنجاح، سيتمكن العلماء من استبدال الخلايا العاطلة عن العمل في مرضى السكري.

### جراحة تقويم العظام
تم الإبلاغ عن دراسات سريرية في علاج حالات جراحة تقويم العظام. إلى الآن، يبدو أن التركيز في دراسة رعاية العضلات يتمحور حول الخلايا الجذعية المتعلقة باللحمة المتوسطة. نشر سينتينو دليلًا على زيادة حجم الغضروف والهلالة في الأفراد الخاضعين (كلا على حدة) عن طريق صورة رنين مغناطيسي. لم تنشر نتائج التجارب التي تشمل عددًا كبيرًا من الأفراد الخاضعين بعد. مع ذلك، صدرت دراسة سلامة أجريت على 227 مريض على مدى 3-4 سنوات تظهر سلامة كافية وحد أدنى من المضاعفات المرتبطة بالخلايا الجذعية المتعلقة باللحمة المتوسطة.
ونشر واكيتاني أيضًا سلسلة قضايا صغيرة تتكون من تسعة عيوب في خمس ركب تحوي زراعة جراحية للخلايا الجذعية المتعلقة باللحمة المتوسطة مع تغطية العيوب الغضروفية المعالجة.

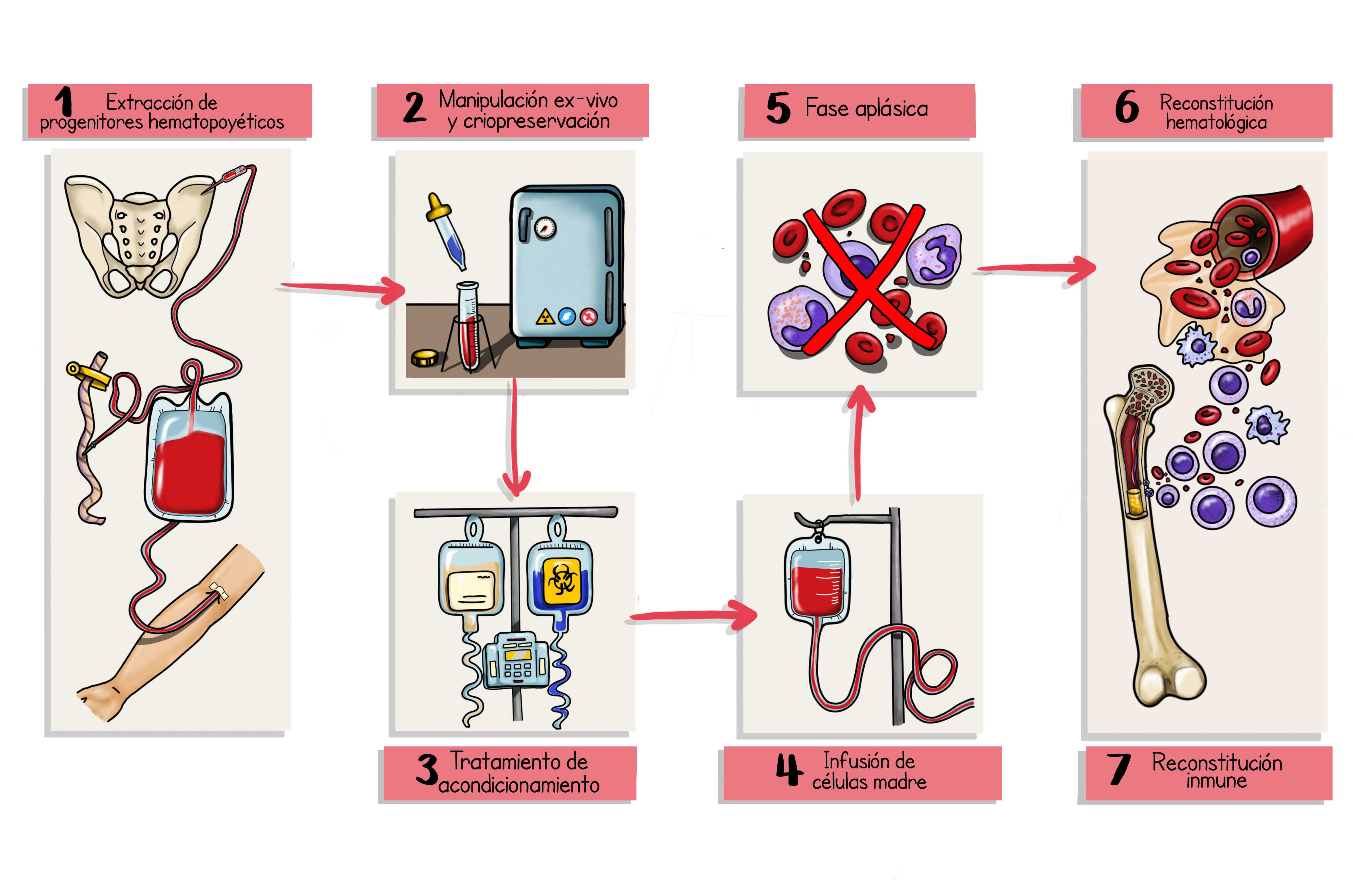
زرع الخلايا الجذعية:.png

### شفاء الجروح
من الممكن أيضًا استخدام الخلايا الجذعية لتحفيز نمو الأنسجة البشرية. في البالغين، عادة ما تستبدل الأنسجة المتضررة بالندب، التي تتميز بالجلد ببنية كولاجين غير منتظمة، فقدان بصيلات الشعر وبنية غير منتظمة في الأوعية الدموية. في حال تضرر الأنسجة الجنينية، على أي حال، يستبدل النسيج المتضرر بنسيج طبيعي عن طريق الخلايا الجذعية. هنالك طريقة ممكنة لتجديد النسيج عند البالغين وهي وضع خلية جذعية بالغة «بذور» داخل سرير أنسجة «تربة» في سرير الجرح والسماح للخلايا الجذعية بتحفيز التمايز في خلايا سرير النسيج. هذه الطريقة تظهر استجابة للتجديد أقرب ما تكون لشفاء الجروح الجنينية من تشكل الندوب لدى البالغين. لا يزال الباحثون يتحرون جوانب مختلفة من «تربة» الأنسجة المؤدية إلى التجديد.

### العقم
زراعة الخلايا الجذعية الجنينية البشرية في خلايا المبيض الليفية غير الفعالة (mitotically) عند الخنزير يؤدي إلى تمايزها إلى خلايا جنسية (الخلية السلف للخلايا البيضية والنطاف)، كما يتضح من تحاليل الرموز الجينية.
تم تحفيز الخلايا الجذعية الجنينية البشرية لتنتج خلايا شبيهة بخلايا النطفة، ومع ذلك لا يزال هنالك تشوه بسيط. ومن الممكن أن يعالج فقد النطاف بكفاءة عالية.
في عام 2012، تم عزل خلايا بزرة البيضة الجذعية من مبايض الإنسان والفئران البالغة وبرهنت أنها قادرة على إنتاج بويضات ناضجة. وهذه الخلايا لديها القدرة على علاج العقم.

### الايدز (متلازمة نقص المناعة)
تدمير جهاز المناعة من قبل فايروس نقص المناعة المكتسبة (الإيدز) مُقاد من قبل خساره CD4+ وهو بروتين سكري يكون على سطح خلايا T المناعية المساعدة في الدم والعقد الليمفاوية، الدخول الفايروسي لخلايا CD4+ يتم بواسطة التفاعل مع مستقبِلات التنشيط الكيميائي على سطح الخلايا، بالمجمل هما CcR5 و CXR41 أي أنهما هما المواقع التي يرتبط عليها الفيروس؛ وذلك لأن عملية تتابع التناسخ وتكاثر الفيروس تحتاج لجين خلوي لعملية التكثير، خلايا CD4+ تكون الهدف الأوّلي لفايروس نقص المناعة المكتسبة. مؤخرا قام العلماء بعمليات استقصاء وتحقيق في عمليات بديلة لعلاج للفيروس، بناء على تصنيع جهاز مناعة مُقاوم للمرض من خلال زرع خلايا ذاتية المنشأ، جينات معدّلة (مقاومة للمرض)، والخلايا الجذعية المكوُّنة لخلايا الدم الحمراء، والخلايا المولدة (GM-HSPC).

### التجارب السريرية
GRNOPC1
في 23 من كانون الثاني لعام 2009، أعطت منظمة الغذاء والدواء الأمريكية التخليص لشركة جيرون لبدء أول تجربة سريرية على الخلايا الجذعية الجنينية على البشر. هذه التجربة تهدف إلى تقييم الدواء GRNOPC1 (وهو خلايا جذعية مشتقة من خلايا مولدة قليلة التفرع)، على المرضى الذين يعانون من إصابات خاصة في النخاع الشوكي. التجربة تم إيقافها في نوفمبر 2011 حتى يتسنى للشركة أن تركز على العلاجات في«البيئة الحالية لندرة رأس المال والظروف الاقتصادية غير المحتمة». في عام 2013 اكتسبت التكنولوجيا الحيوية وشركة الطب المتجدد صفقة جيرون للخلايا الجذعية، بهدف استئناف التجارب السريرية.
استخدام الخلايا الجذعية المخزنة مسبقا
لقد رأى الخبراء العلميون أن استخدام الخلايا الجذعية بعد تخزينها وتجميدها لفترة يقلل من فاعليتها في العلاج وقدرتها على التمايزمقارنة بالخلايا الجذعية الحديثة (الطازجة) والتي تعد في طور النمو؛ لذلك يجب إعادة زراعة وتنمية الخلايا الجذعية المخزنة مسبقا لتصبح في طور النمو قبل استخدامها في العلاج السريري، حيث أثبتت الكثير من التجارب السريرية التي استخدمت الخلايا المخزنة مباشرة دون إعادة زراعتها فشلها مقارنة بتلك التجارب التي أعادت نموها وتربيتها.

## حيوانات أخرى

### تطبيقات بيطرية
الأبحاث حاليًا تطبق على الخيول، الكلاب والقطط، التي من الممكن أن تكون مفيدة في تطوير العلاج بالخلايا الجذعية في الطب البيطري وتستهدف نطاق واسع من الإصابات والأمراض مثل احتشاء عضلة القلب، السكتة الدماغية وتأذي الأوتار والأربطة، التهاب المفاصل، والداء العظمي الغضروفي والضمور العضلي كلاهما في الحيوانات الكبيرة، كما الإنسان. بينما الأبحاث التي تعتمد على العلاجات المرتكزة على الخلية بشكل عام تعكس الاحتياجات الطبية الإنسانية، الدرجة العالية من التواتر وحدة بعض الإصابات في سباق الخيول وضعت الطب البيطري في طليعة هذا النهج الروائي التجديدي. مزاملة الحيوانات تستطيع أن تخدم بطريقة طبية سريرية عدة نماذج ذات صلة مع الأمراض البشرية.

### تطوير نماذج العلاج التجديدية
يعتقد أن الخلايا الجذعية تساعد على الترميم عن طريق خمسة آليات أساسية: 1) منح أثر مضاد للالتهابات. 2) تستهدف الأنسجة المتضررة وتجنيد خلايا أخرى مثل خلايا السلف البطانية، الضرورية لنمو الأنسجة. 3) دعم إعادة تشكيل النسيج المساندة على تشكيل الندبة. 4) تثبيط موت الخلايا المبرمج. 5) تستطيع الانقسام إلى أنسجة عظمية، غضروفية، وترية ورابطة.
من أجل توفير التغذية الدموية للمناطق المتضررة، وبالتالي تحفز تجديد الأنسجة، الصفائح الدموية الغنية بالبلازما من الممكن أن تستخدم مع زراعة الخلايا الجذعية. فعالية بعض الخلايا الجذعية من الممكن أن تتأثر في أسلوب التوصيل؛ على سبيل المثال، لتجديد العظم، الخلايا الجذعية عادة ما تقدم على سقالة بحيث تنتج المعادن الضرورية لتكوين العظم الوظيفي.
تبين أن الخلايا الجذعية تمتلك مناعة منخفضة بسبب العدد القليل نسبيًا من جزيئات التوافق النسيجي الرئيسي المركبة المتواجدة على سطحها.إضافة إلى ذلك وجد أنها تفرز منشطات كيميائية تقوم بتغيير الاستجابة المناعية وتزيد القدرة الاحتمالية للنسيج الجديد. هذا يسمح للعلاج الخيفي بأن يطبق من دون خطورة رفض مرتفعة.